# مطار آدم عبد الله الدولي
مطار آدم عبد الله الدولي (إياتا: MGQ، إيكاو: HCMM)(بالصومالية: Garoonka Caalamiga Ee Aadan Cadde)‏ هو مطار دولي يخدم العاصمة الصومالية مقديشو، يعد المطار البوابة الجوية الرئيسية للصومال، وقد سمي المطار بهذا الاسم نسبة للرئيس الصومالي الأسبق آدم عبد الله أول رئيس صومالي بعد الاستقلال عن إيطاليا والذي توفي في عام 2007، المطار حالياً لايعمل بكامل طاقته نظراً للإضطرابات الأمنية والحرب الأهلية في الصومال.

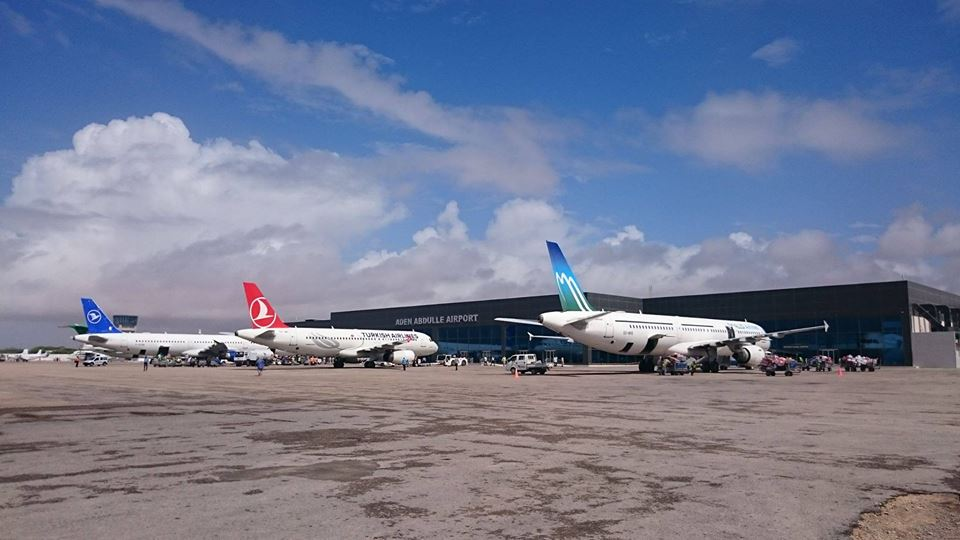
مطار مقديشو الدولي

## شركات الطيران
| شركات الطيران           | الوجهات (آخر تحديث: 2023-08-30) | ملاحظات |
| ----------------------- | ------------------------------- | ------- |
| فلاي دبي                | دبي                             |         |
| الخطوط الجوية القطرية   | الدوحة                          |         |
| طيران دالو              | هرجيسا - جدة - نيروبي           |         |
| الخطوط الجوية الإثيوبية | أديس أبابا                      |         |
| الخطوط الجوية الأوغندية | إنتيبي                          |         |
| الخطوط الجوية التركية   | إسطنبول                         |         |